# TMEM59
TMEM59 (англ. Transmembrane protein 59) – білок, який кодується однойменним геном, розташованим у людей на короткому плечі 1-ї хромосоми.  Довжина поліпептидного ланцюга білка становить 323 амінокислот, а молекулярна маса — 36 223.
| 10         |  | 20         |  | 30         |  | 40         |  | 50         |
| ---------- |  | ---------- |  | ---------- |  | ---------- |  | ---------- |
| MAAPKGSLWV |  | RTQLGLPPLL |  | LLTMALAGGS |  | GTASAEAFDS |  | VLGDTASCHR |
| ACQLTYPLHT |  | YPKEEELYAC |  | QRGCRLFSIC |  | QFVDDGIDLN |  | RTKLECESAC |
| TEAYSQSDEQ |  | YACHLGCQNQ |  | LPFAELRQEQ |  | LMSLMPKMHL |  | LFPLTLVRSF |
| WSDMMDSAQS |  | FITSSWTFYL |  | QADDGKIVIF |  | QSKPEIQYAP |  | HLEQEPTNLR |
| ESSLSKMSYL |  | QMRNSQAHRN |  | FLEDGESDGF |  | LRCLSLNSGW |  | ILTTTLVLSV |
| MVLLWICCAT |  | VATAVEQYVP |  | SEKLSIYGDL |  | EFMNEQKLNR |  | YPASSLVVVR |
| SKTEDHEEAG |  | PLPTKVNLAH |  | SEI        |  |            |  |            |

A: Аланін

C: Цистеїн

D: Аспарагінова кислота

E: Глутамінова кислота

F: Фенілаланін

G: Гліцин

H: Гістидин

I: Ізолейцин

K: Лізин

L: Лейцин

M: Метіонін

N: Аспарагін

P: Пролін

Q: Глутамін

R: Аргінін

S: Серин

T: Треонін

V: Валін

W: Триптофан

Кодований геном білок за функцією належить до фосфопротеїнів. 
Задіяний у таких біологічних процесах як автофагія, поліморфізм. 
Локалізований у клітинній мембрані, мембрані, лізосомі, апараті гольджі, ендосомах.